# Kingdom Hearts
Cet article concerne la série de jeux vidéo. Pour le premier épisode de cette série, voir Kingdom Hearts (jeu vidéo).
Vous lisez un « bon article » labellisé en 2012.
Kingdom Hearts (キングダム ハーツ, Kingudamu Hātsu) est une série de jeux vidéo d'action-aventure développée et éditée par Square Enix, qui marque l'association entre Disney Interactive Studios et l'univers des jeux de Square sous la direction de Tetsuya Nomura. Kingdom Hearts est donc un crossover entre l'univers Square Enix, mélant personnages originaux d'autres déjà connus par la communauté de joueurs tels que des personnages des divers jeux Final Fantasy et l'univers Disney qui a lieu dans un monde parallèle créé spécialement pour la série.
Le personnage principal est un jeune garçon répondant au nom de Sora, explorant les différents mondes provenant de divers films Walt Disney Pictures, à la recherche de ses amis Riku et Kairi. Il rencontrera donc les divers personnages de l'univers de Disney dans sa lutte contre le mal, armée de sa fidèle Keyblade, une arme mystique en forme de clé et la seule arme capable de combattre les ténèbres et de fermer les serrures qui servent de passerelles pour les ténèbres dans différents mondes, en étant accompagné dans son périple par Donald et Dingo des studios Disney.
En 2019, la série compte douze épisodes sortis sur différentes consoles de jeux vidéo. Même si chaque titre ne reçoit pas le même succès, la plupart des jeux de la série sont acclamés par les critiques et reçoivent d'importants succès commerciaux. En date du 9 novembre 2013, la série Kingdom Hearts s'est vendue à plus de 20 millions d'exemplaires à travers le monde. Une grande variété de produits dérivés est sortie comprenant les bandes originales, des figurines, guides de jeux, romans et une série en manga.

## Médias
| 2002 | Kingdom Hearts                                             |
| 2002 | Kingdom Hearts Final Mix                                   |
| 2003 |                                                            |
| 2004 | Kingdom Hearts: Chain of Memories                          |
| 2005 | Kingdom Hearts II                                          |
| 2006 |                                                            |
| 2007 | Kingdom Hearts II Final Mix                                |
| 2007 | Kingdom Hearts Re: Chain of Memories                       |
| 2008 | Kingdom Hearts: Coded                                      |
| 2009 | Kingdom Hearts: 358/2 Days                                 |
| 2010 | Kingdom Hearts: Birth by Sleep                             |
| 2011 | Kingdom Hearts Re:Coded                                    |
| 2011 | Kingdom Hearts: Birth by Sleep Final Mix                   |
| 2012 | Kingdom Hearts 3D: Dream Drop Distance                     |
| 2013 | Kingdom Hearts HD I.5 ReMIX                                |
| 2013 | Kingdom Hearts χ                                           |
| 2014 | Kingdom Hearts HD II.5 ReMIX                               |
| 2015 | Kingdom Hearts: Unchained χ                                |
| 2016 |                                                            |
| 2017 | Kingdom Hearts HD II.8 Final Chapter Prologue              |
| 2017 | Kingdom Hearts 3D: Dream Drop Distance HD                  |
| 2017 | Kingdom Hearts 0.2: Birth by Sleep – A Fragmentary Passage |
| 2017 | Kingdom Hearts χ Back Cover                                |
| 2017 | Kingdom Hearts: Union χ                                    |
| 2018 |                                                            |
| 2019 | Kingdom Hearts III                                         |
| 2020 | Kingdom Hearts: Dark Road                                  |
| 2020 | Kingdom Hearts: Melody of Memory                           |
| 2021 | Kingdom Hearts III + Re Mind                               |

- Série principale
- Série χ
- Rééditions
- Compilations

### Jeux

#### Série principale
Kingdom Hearts est le premier opus de la série. Il sort au Japon le 28 mars 2002 sur PlayStation 2,. Le jeu est développé sous la direction de Tetsuya Nomura, il s'agit de sa première expérience à ce poste. Kingdom Hearts présente les personnages principaux de la série et établit le contexte de l'histoire. Les rôles des personnages de Disney et de Final Fantasy sont eux aussi définis dans cet épisode. Le jeu sort en Amérique du Nord le 17 septembre 2002, et présente des contenus supplémentaires qui ne sont pas dans la version japonaise originale. Il sort en Europe le 15 novembre 2002 et en Australie le 22 novembre de la même année,. Le 26 décembre 2002, le jeu ressort, exclusivement au Japon sous le nom de Kingdom Hearts: Final Mix. Cet épisode bonus comprend les contenus ajoutés à la version américaine ainsi que des ennemis, des cinématiques et des armes supplémentaires.
Kingdom Hearts: Chain of Memories sorti sur Game Boy Advance le 11 novembre 2004 au Japon, le 12 décembre 2004 aux États-Unis et le 6 mai 2005 en Europe, est la suite directe du premier jeu,. Cet épisode est présenté comme un pont entre les deux titres principaux sur PlayStation 2, introduisant des éléments de l'intrigue de l'opus suivant. Le système de jeu est très différent de l'original puisque les joueurs utilisent un système de cartes jouées en temps réel. Les joueurs constituent des decks de cartes qui correspondent à différentes actions dans la bataille, comme attaquer, défendre ou utiliser de la magie. Chain of Memories est sorti sur PlayStation 2 sous le nom de Kingdom Hearts: Re:Chain of Memories qui contient des graphiques polygonaux à la place des sprites utilisés dans la première version du jeu. Ce remake est sorti au Japon avec Kingdom Hearts 2 : Final Mix+ le 29 mars 2007 et comme standalone le 2 décembre 2008 en Amérique du Nord,.
Kingdom Hearts II se déroule un an après les évènements de Chain of Memories. Il sort sur PlayStation 2 le 22 décembre 2005 au Japon, puis en Amérique du Nord le 28 mars 2006, le 28 septembre en Australie et le 29 septembre en Europe. Cet épisode permet au joueur de comprendre plus profondément le concept du « Cœur », grâce à un nouveau groupe d'ennemis, les Simili, qui sont les corps des Sans-Cœurs, les ennemis du premier opus. Le système de jeu est semblable au premier Kingdom Hearts, mis à part l'ajout du système de réaction qui permet de faire des actions supplémentaires pendant les combats, selon le contexte. Sora peut aussi fusionner avec ses alliés pour se transformer en « fusion » et avoir des capacités différentes de celles habituelles. Kingdom Hearts 2 ressort sous le nom de Kingdom Hearts 2 : Final Mix qui contient plus de choses que l'original, comme des cinématiques et des boss supplémentaires.
Kingdom Hearts: 358/2 Days sort sur Nintendo DS, le 30 mars 2009 au Japon, le 29 septembre aux États-Unis, le 9 octobre en Europe et le 22 octobre en Australie. L'histoire se déroule entre Kingdom Hearts et Kingdom Hearts 2 et se concentre sur la période pendant laquelle Roxas fait partie de l'Organisation XIII et sur ses motivations pour la quitter. Il s'agit du premier jeu de la série à inclure un mode coopératif multijoueur en plus des traditionnels partenaires contrôlés par l'intelligence artificielle,. Le gameplay est basé sur une mission principale et des objectifs secondaires qui permettent d'obtenir des récompenses supplémentaires. Le jeu dispose également d'un panneau de commande unique qui permet l'amélioration des personnages, de ses capacités spéciales et de ses armes.
Kingdom Hearts: Birth by Sleep est une préquelle à la série. Il sort le 9 janvier 2010 au Japon sur PlayStation Portable, le 7 septembre 2010 en Amérique du Nord, avec du contenu additionnel, et le 10 en Europe et en Australie,. L'histoire se déroule dix ans avant les événements du premier jeu et révèle les origines de Xehanort. Il se compose de quatre scénarios, qui mettent l'accent sur les trois protagonistes du jeu, Terra, Ventus et Aqua, et le quatrième débloqué une fois les trois précédents terminés. Le jeu ressort exclusivement au Japon le 20 janvier 2011 sous le nom de Kingdom Hearts: Birth By Sleep Final Mix et contient les ajouts de la version américaine ainsi que d'autres bonus, tels qu'un cinquième scénario.
Kingdom Hearts: Coded est une série de jeux sur téléphone mobile dont l'histoire prend place directement après Kingdom Hearts 2. L'épisode de « pré-installation » sort exclusivement au Japon le 18 novembre 2008 et huit autres épisodes sont publiés entre le 3 juin 2009 et le 28 janvier 2010. Le jeu est refait afin de sortir sur Nintendo DS et de contenir un gameplay mis à jour prenant en compte les histoires des deux autres épisodes de la série sortis après 358/2 Days et Birth By Sleep. À la différence de la version originale, Kingdom Hearts: Re:Coded sort internationalement : le 7 octobre 2010 au Japon, le 11 janvier 2011 en Amérique du Nord, le 13 en Australie et le 14 en Europe.
Kingdom Hearts 3D: Dream Drop Distance sort le 29 mars 2012 au Japon sur Nintendo 3DS. Le jeu se concentre sur l'obtention du symbole de maitrise par Sora et Riku grâce à leur maître Yen Sid en anticipation du retour de Xehanort. En plus des systèmes de jeu hérités de Birth By Sleep, cet opus introduit les « Avale-Rêves » qui peuvent aussi bien être des ennemis que des alliés. Les joueurs peuvent collecter et élever des Avale-Rêves amicaux pour qu'ils deviennent plus puissants. La version européenne sort le 20 juillet 2012 et la version américaine le 31.
Kingdom Hearts 0.2: Birth by Sleep – A Fragmentary Passage est la suite directe de l'épisode Birth by Sleep et fait le lien avec Kingdom Hearts III. Le jeu retrace l'errance d'Aqua dans le Domaine des Ténèbres et sort le 12 janvier 2017 au Japon et le 24 janvier 2017 en Europe sur PlayStation 4.
Kingdom Hearts III est le troisième volet canonique porté sur consoles de salon. Il sort sur PlayStation 4 et Xbox One le 25 janvier 2019 au Japon et le 29 janvier 2019 dans le reste du monde. L'histoire prend place directement après Dream Drop Distance. Sora y part à la recherche de la « clé pour faire revenir les cœurs », pendant que Riku et Mickey cherchent des porteurs de la Keyblade. Le jeu est le dernier volet de la saga du « Chercheur des Ténèbres ».
Kingdom Hearts: Melody of Memory est sorti sur PlayStation 4, Nintendo Switch et Xbox One en novembre 2020. Il s'agit d'un jeu de rythme, qui permet de revivre l'histoire de la saga à travers les diverses musiques qui la composent. De plus, il y a un petit chapitre inédit en fin de jeu qui permet de suivre Kairi un an après les évènements de Kingdom Hearts III.
Kingdom Hearts IV est le quatrième volet numéroté de la série, présentant un nouvel arc intitulé « Le Maître Perdu ». Sa date de sortie n'a pas été annoncée.

#### Mobile et ordinateur
Un jeu Kingdom Hearts pour V-CAST, une plate-forme mobile créée par Verizon Wireless, est sorti exclusivement sur cette plate-forme. Il est sorti au Japon le 1er octobre 2004 et le 4 février 2005 aux États-Unis. Il s'agit de l'un des premiers jeux du service V-CAST. Le jeu, développé par Superscape et publié par Disney Mobile sans intervention de Square Enix, utilise un gameplay très proche du premier Kingdom Hearts, mis à part le système de jeu adapté pour fonctionner sur plate-forme mobile. Le scénario met en vedette Sora luttant pour se libérer d'un cauchemar infligé par Maléfique.
Kingdom Hearts Mobile, sorti en décembre 2008, est un réseau social se situant dans l'univers de la série. Dans cette communauté virtuelle, les joueurs peuvent participer ensemble à plusieurs mini-jeux. À la différence de Kingdom Hearts pour V-CAST et de Kingdom Hearts: Coded, ces jeux ne suivent pas une histoire précise mais se concentrent plus sur l’interaction entre les joueurs. Ce réseau fonctionne en conjonction avec Kingdom Hearts: Coded, ainsi en complétant un épisode de Coded les joueurs remportent de nouveaux costumes pour Kingdom Hearts Mobile. Ce réseau permet aussi le téléchargement de fonds d'écran, de sonneries, d'images ou d'autres produits dérivés de la série.
Kingdom Hearts χ [chi] est annoncé au Tokyo Game Show de 2012 par Square Enix, précédemment sous le nom de Kingdom Hearts sur PC. Il s'agit d'un jeu pour ordinateur, disponible uniquement au Japon depuis le 18 juillet 2013. Contrairement à Kingdom Hearts Mobile, il est un opus canonique de la série, son histoire ayant été reprise et continuée dans Kingdom Hearts: Unchained χ et Kingdom Hearts: Union χ [Cross]. Les personnages sont en deux dimensions, dans un style cartoonesque et l'histoire se déroule pendant la Guerre des Keyblades. Le service a pris fin au mois de septembre 2016.
Kingdom Hearts: Unchained χ est une version internationale de Kingdom Hearts χ pour les appareils Android et iOS, reprenant le même contenu que la version originale, tout en y poursuivant l'intrigue. Il est sorti au Japon le 3 septembre 2015, en Amérique le 7 avril 2016 et en Europe le 16 juin 2016.
Kingdom Hearts: Union χ [Cross] est le résultat d'une mise à jour de Kingdom Hearts: Unchained χ effectuée le 23 mars 2017 au Japon et le 6 avril 2017 dans le reste du monde. L'histoire y est développée davantage et un mode multijoueur est ajouté. Cette mise à jour se conclut le 29 juin 2021.
Kingdom Hearts: Dark Road est sorti internationalement le 22 juin 2020. Jeu à part combiné avec Kingdom Hearts: Union χ, le sombre passé de Maître Xehanort y est mis en scène, notamment ses moments passés aux côtés de son ami et rival Eraqus.
Kingdom Hearts: Missing-Link est annoncé le 10 avril 2022 avec Kingdom Heart IV à l'occasion du 20e anniversaire de la licence.

#### Compilations

Logo de Kingdom Hearts HD 1.5 ReMIX.

Kingdom Hearts HD I.5 ReMIX est une compilation en haute définition pour la PlayStation 3. Cette compilation contient Kingdom Hearts: Final Mix et Kingdom Hearts Re:Chain of Memories, qui comprennent des améliorations du système de jeu et la prise en charge des trophées. Des cinématiques en haute définition tirées de Kingdom Hearts: 358/2 Days peuvent aussi être trouvées dans ce jeu. Il sort le 14 mars 2013 au Japon et le 13 septembre 2013 en Europe.
Kingdom Hearts HD II.5 ReMIX : Pendant le générique de fin de Kingdom Hearts HD 1.5 ReMIX, des extraits de Kingdom Hearts 2, Kingdom Hearts: Birth by Sleep et Kingdom Hearts coded sont diffusés en haute définition, impliquant une seconde compilation. Tetsuya Nomura affirme lui-même qu'il serait « assez surprenant » qu'il n'y ait pas de 2.5 après 1.5. La version 2.5 est officialisée par Square Enix le 14 octobre 2013, et est sortie le 5 décembre 2014 en Europe.
Kingdom Hearts Collector's Pack: HD 1.5 + 2.5 Remix est un pack collector comprenant Kingdom Hearts HD 1.5 Remix et Kingdom Hearts HD 2.5 Remix, ainsi qu'un code pour obtenir une version anniversaire de Kingdom Hearts χ [chi], des musiques et un livre sur l'art de la série. Il est sorti uniquement au Japon.
Kingdom Hearts HD II.8: Final Chapter Prologue est une compilation pour la PlayStation 4 contenant Kingdom Hearts HD: Dream Drop Distance, version remastérisée en haute définition de l'épisode Nintendo 3DS, Kingdom Hearts 0.2: Birth by Sleep - A Fragmentary Passage, un nouveau chapitre se déroulant après les événements du jeu Birth by Sleep, ainsi que Kingdom Hearts χ: Back Cover, des cinématiques du jeu Unchained χ avec des parties inédites. Il est sorti le 12 janvier 2017 au Japon et le 24 janvier 2017 en Europe.
Kingdom Hearts HD 1.5 + 2.5 ReMIX est une compilation de Kingdom Hearts HD 1.5 ReMIX et Kingdom Hearts HD 2.5 ReMix pour la PlayStation 4, avec une optimisation sur PlayStation 4 Pro. Le jeu sort le 9 mars 2017 au Japon et le 31 mars 2017 en Europe. Une mise à jour a été effectuée le 12 juin 2017, rajoutant un mode théâtre dans le premier jeu, ainsi qu'une scène supplémentaire dans 358/2 Days.
Kingdom Hearts: The Story So Far est une compilation de Kingdom Hearts HD 1.5 + 2.5 ReMIX et Kingdom Hearts HD 2.8 Final Chapter Prologue pour la PlayStation 4. Elle est sortie aux États-Unis le 30 octobre 2018. Avec la sortie de Kingdom Hearts III, elle est remplacée par la compilation All-In-One qui inclut également ce dernier.

### Autres supports
Disney et Square Enix ont tous deux sorti une large variété de produits dérivés de Kingdom Hearts comme des jouets, des figurines, des vêtements, des bijoux, des mangas ou encore des romans. Les musiques de Kingdom Hearts et Kingdom Hearts 2 sont sorties en CD,. Par la suite, une compilation de neuf CD contenant toutes les musiques de la série, y compris celles n'ayant pas été incluses dans les jeux, est sortie. Takara Tomy une compagnie japonaise de jouets, adapte la série en jeu de cartes à collectionner. Une version anglaise de ce jeu, adaptée par Fantasy Flight Games, sort en novembre 2007. Les jeux vidéo sont aussi adaptés en romans et en mangas.
Tout comme pour les jeux Final Fantasy, une série de manuels édités par Ultimania est sortie au Japon. Ces manuels comprennent les solutions aux différents opus de la série, des interviews et des informations supplémentaires de la part des développeurs. Kingdom Hearts - Another Report sort en même temps que Kingdom Hearts 2 : Final Mix+ et contient des informations sur le jeu, des dessins de Shiro Amano, et une interview du directeur. En Amérique du Nord, Brady Games publie des guides pour chacun des jeux. Pour Kingdom Hearts 2, deux versions sont sorties, une version standard et une version en édition limitée. L'édition limitée est disponible avec quatre couvertures différentes et contient une copie du journal de Jiminy ainsi que quatre cents stickers.
Des mangas basés sur l'histoire des différents Kingdom Hearts sont publiés. L'histoire et les dessins sont élaborés par Shiro Amano, qui est aussi connu pour son adaptation en manga du jeu vidéo Legend of Mana. L'histoire suit les événements de chaque jeu vidéo avec des différences afin de remédier à la perte d'interactivité qu'un jeu vidéo permet d'offrir. Les mangas sont originellement publiés au Japon dans le magazine de Square Enix Monthly Shōnen Gangan puis publiés sous forme de tankōbon. Le premier tankōbon sort au Japon en octobre 2003. Les mangas sont distribués aux États-Unis par Tokyopop deux ans plus tard en octobre 2005, puis en version française par Pika Édition à partir de mai 2012. La première série basée sur Kingdom Hearts est composée de quatre volumes, la deuxième basée sur Kingdom Hearts: Chain of Memories est composée de deux volumes. L'adaptation de Kingdom Hearts 2 est écrite sur dix volumes. Une quatrième série basée sur Kingdom Hearts 358/2 Days est sur cinq volumes.
Les jeux sont aussi adaptés en une série de light novels, écrits par Tomoco Kanemaki et illustrés par Shiro Amano. Tout comme les mangas, les romans sont divisés en plusieurs séries basées sur chacun des jeux. Kingdom Hearts est divisé en deux volumes The First Door et Darkness Within. Kingdom Hearts: Chain of Memories est divisé en deux volumes. Kingdom Hearts 2 est séparé en quatre volumes, Roxas - Seven Days, The Destruction of Hollow Bastion, Tears of Nobody et Anthem - Meet Again/Axel Last Stand. La version française des deux romans du premier Kingdom Hearts est publiée par Pika Édition en octobre 2014.
Le personnage de Sora est le 89e et dernier combattant du jeu vidéo de combat Super Smash Bros. Ultimate sur Nintendo Switch. Disponible le 19 octobre 2021, la sortie du personnage inclut également le stage Forteresse oubliée, neuf pistes musicales, une nouvelle route dans le mode classique ainsi qu'un tableau dédié des esprits.

## Éléments communs

### Personnages
La série Kingdom Hearts propose un panel de plusieurs personnages familiers de Disney et de Square Enix, ainsi que plusieurs nouveaux personnages conçus par Tetsuya Nomura. En plus des lieux créés pour Kingdom Hearts, la série propose de nombreux univers basés sur des films de Disney. Sora doit visiter ces différents mondes et interagir avec plusieurs personnages de Disney afin de les protéger des ennemis. La plupart du temps, ses actions dans ces mondes suivent les histoires des films d'origine, sans pour autant modifier l'intrigue principale (bien que certaines soient basées sur une intrigue originale). Les personnages principaux essayent de ne pas interférer avec les affaires des mondes qu'ils visitent, car cela pourrait affecter négativement l'ordre de l'univers,. Cependant, les personnages des différents mondes ne semblent pas au courant de l’existence des autres. Les Mogs, petites créatures de la série Final Fantasy, sont un autre élément commun aux jeux. Ils tiennent des boutiques de synthèse qui permettent aux joueurs de créer et d'acheter des éléments à utiliser dans le jeu.

### Histoire
Le premier jeu, Kingdom Hearts, montre comment Sora est séparé de ses amis Riku et Kairi lorsque leur monde, l'Île du Destin, est envahi par les sans cœur. Pendant cette attaque Sora obtient une arme appelée « Keyblade » qui lui permet de battre les Sans-cœur. Lorsqu'il arrive à la ville de Traverse, il rencontre Donald Duck et Dingo, deux émissaires du Château de Disney, envoyés par le Roi Mickey afin de trouver le porteur de la Keyblade, et ils deviennent des coéquipiers et partenaires. Les trois compagnons voyagent alors à travers différents mondes des univers Disney, scellant les serrures de chacun de ces mondes pour empêcher l'invasion des Sans cœur. Au long de leur périple, ils rencontreront un groupe de méchants de Disney, dirigé par Maléfique, qui contrôle les Sans cœur et les obligent à capturer les « Princesses de Cœur », pour utiliser leur pouvoir et ouvrir la porte de « Kingdom Hearts » afin de gouverner tous les mondes. Bien qu'ils finissent par vaincre Maléfique, ils découvrent qu'un homme nommé Ansem utilisait Maléfique et qu'il prévoit d’atteindre les ténèbres éternelles en ouvrant lui-même la porte de Kingdom Hearts. À la fin, Sora, Donald et Dingo battent Ansem et scellent la porte avec l'aide de Riku et du Roi Mickey qui se trouvent de l'autre côté.
Dans Kingdom Hearts: Chain of Memories, les trois compères partent à la recherche de Riku et de Mickey. Ils arrivent à une forteresse nommée le Manoir Oblivion, où ils rencontrent les membres d'un mystérieux groupe appelé « Organisation XIII », qui est composé d'êtres inexistants appelés les Simili. Alors qu'ils sont dans le manoir, les souvenirs des trois héros sont manipulés par une jeune fille du nom de Naminé qui est forcée de le faire par Marluxia, membre de l'Organisation. Après avoir vaincu les membres de l'Organisation qui contrôlaient le Manoir, Dingo, Donald et Sora sont plongés dans un profond sommeil d'un an par Naminé afin qu'ils retrouvent leurs souvenirs, même s'ils doivent perdre les souvenirs de leur expérience dans le Manoir Oblivion. Pendant ce temps, Riku apparaît dans le sous-sol du château et commence à voyager vers l'étage avec l'aide du roi Mickey. Riku se bat à la fois contre les membres de l'Organisation et contre l'obscurité de son cœur, apprenant à accepter sa double nature entre la lumière et les ténèbres. S'alliant avec DiZ, Riku l'aide à garder Sora et Naminé sains et saufs jusqu'à ce qu'un des deux se réveille. Cependant dans Kingdom Hearts 358/2 Days, un problème au cours de l'année de sommeil force Riku à capturer Roxas, le treizième membre de l'Organisation et le Simili de Sora créé après la transformation de Sora en Sans-cœur, l'obligeant à fusionner Roxas et Sora afin de permettre le réveil de Sora.
Un an plus tard, dans Kingdom Hearts II, le groupe de Sora se réveille et reprend la recherche de Riku et du roi Mickey, réapprenant l'existence des Simili et de l'Organisation XIII. Sora traverse à nouveau plusieurs mondes basés sur les univers Disney afin de résoudre les problèmes engendrés par les Sans-cœur et les Simili. Ils finissent par retrouver le roi Mickey qui les informe que le « Ansem » que Sora a battu était en réalité le sans-cœur d'un jeune homme nommé Xehanort, un étudiant du véritable Ansem le Sage, alors que Xemnas, le Simili de Xehanort, est le chef de l'Organisation XIII,. Le stratagème de l'Organisation est aussi révélé, ils cherchent le pouvoir de « Kingdom Hearts », l'ensemble de tous les cœurs que Sora a sauvés en détruisant les Sans-cœur avec sa Keyblade, pour regagner leurs cœurs perdus. Avec l'aide d'Axel, un membre rebelle de l'Organisation qui était l'ami de Roxas, les trois compagnons arrivent au siège de l'Organisation XIII et font équipe avec leurs amis pour vaincre Xigbar, Luxord et Saix. Ansem le Sage utilise un dispositif qui dissipe une partie de la puissance de Kingdom Hearts, mais une surcharge du système engendre une autodestruction du dispositif, engloutissant Ansem. Au sommet de l'Illusiocitadelle, Sora et ses amis combattent Xemnas qui utilise ce qui reste de Kingdom Hearts pour faire fonctionner ses multiples formes. Après que Sora et Riku ont détruit Xemnas, ils se retrouvent enfin tous les deux, avec leurs amis, chez eux.
Peu de temps après leur retour, Sora, Riku et Kairi reçoivent un message de la part du roi Mickey qui détaille sa découverte (faite pendant les évènements de Kingdom Hearts: Coded) que Sora est destiné à sauver trois détenteurs de Keyblade, vedettes des évènements de Kingdom Hearts: Birth By Sleep, dix ans avant le jeu original, Terra, Ventus et Aqua. Mickey découvre aussi que la destruction d'Ansem et de Xemnas a conduit à la reconstruction du Maître Xehanort. Pour lutter contre la nouvelle menace causée par Xehanort, Sora et Riku passent un examen pour obtenir le « Symbole de Maîtrise » qui leur permettra de devenir eux-mêmes des Maîtres de la Keyblade.
Pendant le test dans Kingdom Hearts 3D : Dream Drop Distance, Sora et Riku pénètrent dans le Royaume du Sommeil où ils apprennent le véritable but de Xehanort : créer treize répliques de lui-même en plaçant un morceau de son propre cœur dans chaque « hôte ». Puis, en utilisant ces treize sources de ténèbres, il créera la vraie X-Blade une fois de plus en les opposant aux sept guerriers de la lumière dans un ultime combat. À la fin de l'examen seul Riku est déclaré « Maître de la Keyblade » pendant que Sora repart pour de nouvelles aventures afin de se perfectionner.
C'est ainsi que dans Kingdom Hearts III, une fois Aqua et Ventus sauvé, les sept Gardiens de la Lumière furent réunis. Au terme d'un affrontement entre les treize membres de la Véritable Organisation, Maître Xehanort réussit à forger la X-Blade, et à invoquer la Kingdom Hearts. Cependant, il se fera vaincre par Sora, Donald et Dingo.

### Système de jeu
Les jeux Kingdom Hearts contiennent à la fois des éléments d'action et de rôle. Ils sont construits sur une progression linéaire de l'histoire, un évènement précis laissant place à un autre, en général cette transition est effectuée par le moyen de cinématique. Il existe aussi de nombreuses quêtes subsidiaires qui permettent d'améliorer les personnages. Dans la plupart des jeux, le joueur contrôle le personnage principal de la série, Sora. Il est en général accompagné de Donald et de Dingo ses coéquipiers, deux personnages non-joueurs contrôlés par l'intelligence artificielle pour aider Sora dans les batailles. Dans le premier et le troisième opus, leur comportement peut être altéré en fonction des objectifs que le joueur veut leur faire atteindre au combat. Les jeux comportent des combats en temps réel, qui incluent des attaques physiques ou magiques, des invocations, même si chaque jeu gère les batailles différemment.
Les vaisseaux Gummi représentent un autre aspect commun de la série. Ils servent de moyen de transport entre les mondes. Le gameplay lors de l'utilisation des vaisseaux Gummi s'apparente davantage à un rail shooter. Ayant reçu des critiques négatives dans le premier jeu, il a été modifié dans Kingdom Hearts 2. La plupart des jeux proposent aussi un journal accessible depuis le menu principal. Ce journal assure le suivi des informations concernant l'histoire, les personnages, les ennemis et les lieux. Dans les trois premiers jeux, le journal est tenu par Jiminy Cricket, qui a été nommé reporter royal par la reine Minnie. Dans 358/2 Days, Birth By Sleep et Dream Drop Distance, les personnages principaux écrivent eux-mêmes leur journal.
Les jeux sont grandement influencés par la série Final Fantasy et réutilisent le système de porte-monstre-trésor en plus du gameplay qui leur est propre. Comme de nombreux jeux vidéo de rôle traditionnels, Kingdom Hearts utilise un système de points d'expérience qui détermine l'évolution des personnages. Lorsqu'un ennemi est vaincu, le joueur gagne de l'expérience qui, accumulée, peut lui permettre de monter d'un niveau. Chaque niveau atteint permet au joueur d'être plus fort et d'acquérir de nouvelles compétences. Le cumul de l'expérience est partagé avec tous les membres de l'équipe et chaque personnage devient plus fort au fur et à mesure que l'expérience accroît.

## Développement

### Origines

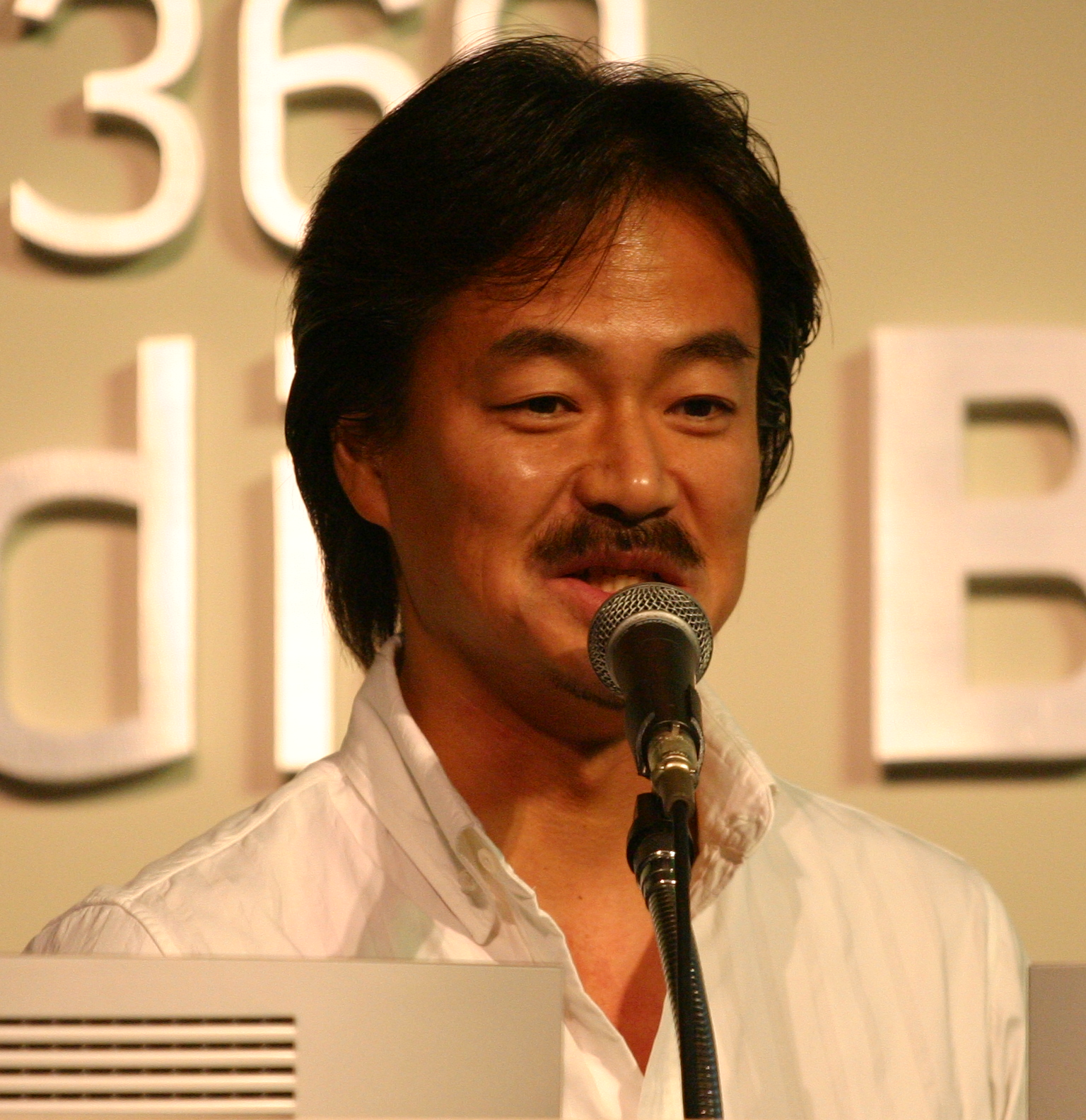
Hironobu Sakaguchi est le producteur délégué de la série.

Le développement du premier jeu Kingdom Hearts commence en février 2000. Il est dirigé par Tetsuya Nomura et produit par Shinji Hashimoto, qui conçoit l'idée lorsqu'il rencontre un producteur de Disney dans un ascenseur, les bureaux japonais de Square et de Disney étaient auparavant situés dans le même immeuble,. Alors que Nomura a déjà travaillé sur la série des Final Fantasy en tant que designer des monstres et directeur des graphismes, il est resté dans l'ombre, jusqu'à ce qu'il devienne le concepteur principal des personnages de Final Fantasy VII. Kingdom Hearts marque son passage à un poste directionnel, même s'il continue à garder son poste de concepteur de personnages. Les scenarios sont écrits par Kazushige Nojima, qui est scénariste pour Square depuis Final Fantasy VII jusqu'à sa démission en 2003. À l'origine, le développement est axé sur un gameplay et une histoire simples et accessibles au jeune public de Disney. Mais après que le producteur délégué de Kingdom Hearts, Hironobu Sakaguchi, a expliqué à Nomura que le jeu serait un échec s'il n'atteint pas le même niveau que les jeux de la série Final Fantasy, il commence à développer l'histoire plus en profondeur.
Nomura intègre à la fin du premier jeu une bande-annonce cachée dans l'espoir que les fans désirent une suite. Il n'est alors pas certain que les fans en désirent une et Nomura estime que si ce n'est pas le cas, alors il serait préférable de laisser inexpliqués certains événements du premier opus. Après que le développement de Kingdom Hearts: Final Mix fut terminé, l'équipe commence celui de Kingdom Hearts 2. Il y a alors plusieurs obstacles à franchir avant de pouvoir commencer le développement d'une suite. Le premier est la volonté de l'équipe à mettre plus en valeur le roi Mickey, car la participation de Mickey dans le premier jeu est jugée vraiment minime. Nomura prévoit que l'histoire de la suite aura lieu un an après celle du premier jeu et veut à l'origine que les événements qui ont eu lieu au cours de cette année restent inexpliqués. Pour combler le fossé entre les deux jeux, Kingdom Hearts: Chain of Memories est développé. Nomura hésite à sortir un jeu sur Game Boy Advance craignant que les graphismes 3D du jeu original ne se traduisent pas bien en 2D. Il change d'avis après avoir entendu que les enfants veulent jouer à Kingdom Hearts sur une console portable.

### Création et design
Même si Disney laisse à Nomura la liberté des personnages et des mondes à utiliser dans les jeux, le développeur et son équipe essayent de garder un lien cohérent entre les rôles des personnages et les limites des univers. Nomura déclare que même si la plupart des personnages de Disney ne sont normalement pas sombres et sérieux, cela n'a pas été si difficile de les rendre ainsi pour l'histoire, et malgré cela, leurs personnalités ressortent car ils gardent leurs caractéristiques propres. Il pense aussi que la gestion et le maintien de plusieurs mondes étaient problématiques. Au moment de décider quels mondes inclure dans le jeu, l'équipe de développement essaye de tenir compte des univers dans lesquels évoluent les personnages de Disney qu'il serait intéressant d'utiliser, et de minimiser les différences entre les ambiances et les apparences de ceux-ci,.
L'intégration de personnages spécifiques de Final Fantasy repose à la fois sur l'opinion des fans et sur celle de l'équipe de développement. Un des aspects favorisant cette intégration est le sentiment qu'ont les membres de l'équipe que les personnages pourraient facilement s'insérer dans l'histoire et dans l'univers de Kingdom Hearts et les nourrir. À l'origine, Nomura hésite à utiliser des personnages qu'il n'a pas créés, car il n'est pas familier avec leur histoire. Sous la pression de son équipe, il change d'avis pour Kingdom Hearts 2. Tout au long du développement des jeux, Nomura laisse inexpliqués certains événements ou certaines relations entre les personnages jusqu'à la sortie de prochains opus. Il fait cela car il pense que les jeux doivent laisser la possibilité aux fans de spéculer et de faire travailler leur imagination. Il explique que grâce à la spéculation, même si un jeu est vieux, les gens peuvent être heureux en y jouant.

### Promotion
Le premier Kingdom Hearts est annoncé en mai 2001 à l'Electronic Entertainment Expo. Les premiers détails révèlent qu'il s'agira d'une collaboration entre Square et Disney, et qu'il comprendra des mondes développés par les deux entreprises et des personnages de Disney. Les nouveaux personnages seront créés par Nomura et comprendront Sora, Riku, Kairi et les Sans-cœur,. Le 14 mai 2002 la liste des doubleurs anglais est révélée. Elle comprend Haley Joel Osment, David Gallagher et Hayden Panettiere qui tiendront les rôles des trois nouveaux personnages. Il est aussi annoncé que la plupart des personnages de Disney seront doublés par les comédiens qui leur ont prêté leur voix dans leurs films respectifs,.
Une bande-annonce secrète à la fin du premier Kingdom Hearts et de Kingdom Hearts: Final Mix fait allusion à la possibilité d'une suite. Les rumeurs d'une suite sur PlayStation 2 font surface au Japon, lorsqu'un site de jeux vidéo japonais, Quiter, déclare qu'une « source interne (et anonyme) de Square Japan » a confirmé que le développement de Kingdom Hearts 2 a commencé. Les rumeurs ne sont pas confirmées avant que Kingdom Hearts 2 et Kingdom Hearts: Chain of Memories ne soient annoncés au Tokyo Game Show de septembre 2003. Les premiers détails révèlent que l'action se déroulera quelque temps après les évènements de Kingdom Hearts: Chain of Memories, qui prennent place directement après ceux du premier jeu. D'autres détails confirment le retour de Sora, Donald et Dingo et qu'ils porteront de nouveaux costumes. À l'occasion de la conférence de presse de Square Enix lors de l'E3 de 2004, le producteur, Shinji Hashimoto, déclare que de nombreux mystères du premier jeu seront expliqués.
Pour aider à commercialiser les jeux, des sites web sont mis en place pour chaque jeu et des démos sont présentées lors des importants rassemblements autour des jeux vidéo. Chaque jeu de la série est également republié au Japon avec du contenu supplémentaire afin de servir de mises à jour canoniques de la série,. Les contenus supplémentaires introduisent les éléments futurs de l'intrigue de la série. Les rééditions des principaux jeux de la série contiennent les termes « Final Mix » à la fin du titre alors que les jeux Kingdom Hearts: Chain of Memories et Kingdom Hearts coded ressortent sous les noms de Kingdom Hearts Re:Chain of Memories et Kingdom Hearts Re:Coded respectivement sur PlayStation 2 et Nintendo DS, avec un graphisme 3D, le doublage de certaines cinématiques, et de nouveaux éléments au jeu,.

## Audio

### Bande originale

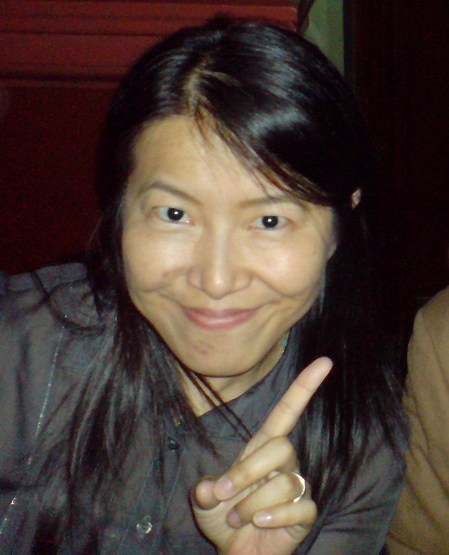
Yoko Shimomura compose et arrange les musiques de la série.

La musique des jeux vidéo de la série est composée par Yoko Shimomura. Kaoru Wada arrange les musiques orchestrales des jeux, il restitue notamment en version symphonique les chants d'introduction et de fin de chacun des jeux,. Les musiques orchestrales sont jouées par les orchestres du Nouvel orchestre philharmonique du Japon et de la philharmonique de Tokyo,. La bande originale est sortie en CD pour le premier et le troisième opus, juste après leur sortie respective. Une compilation de toutes les musiques de l'ensemble de la série est sortie en 2007,. Alors que les thèmes de quelques-uns des mondes basés sur l'univers de Disney sont repris directement des films homologues, la plupart d'entre eux sont composés exclusivement pour le jeu. Chaque monde a non seulement sa propre musique de fond mais aussi sa propre musique pour les batailles, plutôt que d'avoir un thème commun pour couvrir tous les combats. La plupart des personnages principaux ont leurs propres thèmes, et le boss final de chacun des jeux a plusieurs thèmes joués lors des différentes phases du combat. Le combat avec Sephiroth présente une version modifiée de la musique One-Winged Angel de Final Fantasy VII, composée par Nobuo Uematsu.
Les principaux indicatifs musicaux des jeux Kingdom Hearts sont écrits et chantés par Hikaru Utada. Les deux thèmes principaux sont Hikari, pour Kingdom Hearts et Kingdom Hearts: Chain of Memories, et Passion pour Kingdom Hearts 2. Chacune de ces chansons est adaptée en anglais, respectivement sous les noms de Simple and Clean et Sanctuary pour les sorties nord-américaines et européennes. Utada est la seule chanteuse que Tetsuya Nomura imaginait pouvoir chanter les thèmes de Kingdom Hearts. Pour Utada, c'est la première fois qu'elle produit une chanson pour un jeu vidéo. Les deux titres atteignent une popularité remarquable au Japon. Selon les hit-parades hebdomadaires d'Oricon, Hikari atteint la première place en 2002 et Passion la quatrième en 2005,.

### Doublage

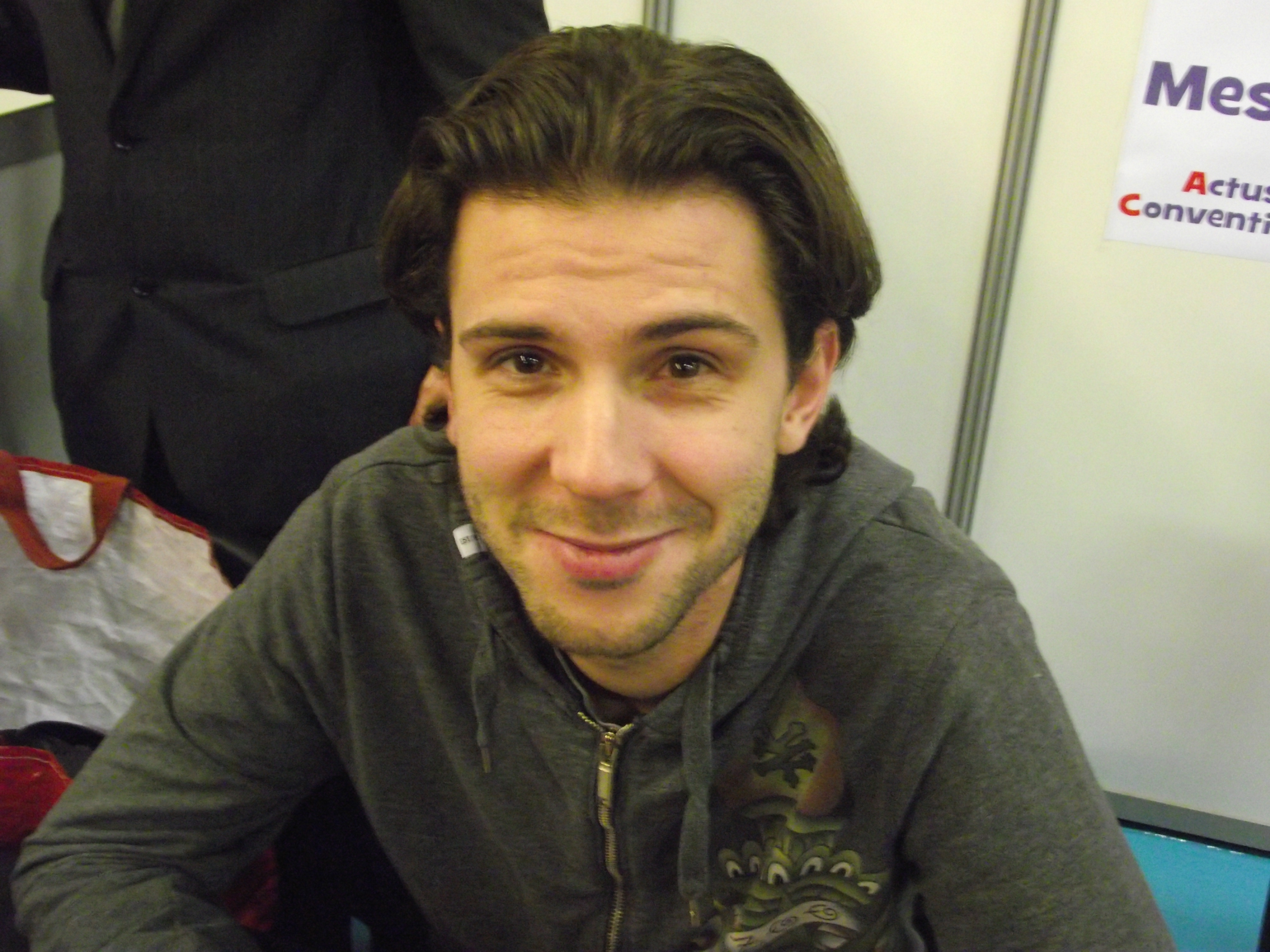
Donald Reignoux prête sa voix au personnage de Sora dans Kingdom Hearts et Kingdom Hearts 2.

Les jeux de la série Kingdom Hearts mettent en vedette des voix bien connues pour les versions japonaise, anglaise et française. La version japonaise présente Miyu Irino dans le rôle de Sora, Risa Uchida pour Kairi et Mamoru Miyano pour Riku. Kingdom Hearts 2 permet l'introduction de Kōki Uchiyama dans le rôle de Roxas, Iku Nakahara dans celui de Naminé et Genzō Wakayama pour DiZ. Parmi les autres seiyū célèbres de la version japonaise peuvent être cités Kōichi Yamadera, Hideo Ishikawa, Māya Sakamoto, Takahiro Sakurai, Akio Ōtsuka, Takashi Aoyagi, Yū Shimaka et Shinichiro Miki.
La version anglaise fait elle aussi participer des célébrités au doublage, notamment la plupart des voix habituelles des personnages de Disney. Wayne Allwine, puis Bret Iwan après la mort de Allwine, Tony Anselmo et Bill Farmer tiennent respectivement les rôles de Mickey, Donald et Dingo. Haley Joel Osment prête sa voix à Sora, David Gallagher, connu pour son rôle de Simon dans la série Sept à la maison, double le personnage de Riku et Hayden Panettiere, qui a déjà prêté sa voix à des personnages de 1 001 Pattes et Dinosaure et qui a joué dans la série à succès Heroes, tient le rôle de Kairi. Kingdom Hearts 2 marque le retour des voix des personnages principaux et permet l'introduction de Jesse McCartney dans le rôle de Roxas, de Brittany Snow pour Naminé et du célèbre Christopher Lee, interprète du Comte Dooku dans la série Star Wars, dans le rôle de DiZ. La longue liste des comédiens de la version anglaise comprend aussi par exemple Mandy Moore, David Boreanaz, James Woods, Jason Dohring, Dan Castellaneta, Willa Holland, Leonard Nimoy et Mark Hamill,,.
La version française fait elle aussi appel à des comédiens réputés dans le doublage et aux voix habituelles des personnages de Disney. Ainsi Donald Reignoux est Sora, Mathias Kozlowski est Riku et Kelly Marot, qui a déjà doublé à plusieurs reprises Hayden Panettiere, tient le rôle de Kairi. Sylvain Caruso, Gérard Rinaldi et Laurent Pasquier, les interprètes habituels de Donald, Dingo et Mickey prêtent une nouvelle fois leurs voix à ces trois personnages. Dans Kingdom Hearts 2, Roxas est interprété par Hervé Rey, qui est aussi la voix française récente de Peter Pan tandis que Naminé est doublée par Camille Donda. D'autres grands noms du doublage français font aussi partie du casting comme Emmanuel Garijo, Roger Carel, Richard Darbois, Éric Métayer, Olivier Constantin, Bernard Tiphaine, Patrick Préjean, Emmanuel Curtil, Bruno Choël, Bernard Alane ou encore Féodor Atkine,.

## Accueil
| Jeu                                    | GameRankings | Metacritic | Jeuxvideo.com |
| Kingdom Hearts                         | 86,40 %      | 85/100     | 15/20         |
| Kingdom Hearts: Chain of Memories      | 77,59 %      | 76/100     | 15/20         |
| Kingdom Hearts 2                       | 87,46 %      | 87/100     | 18/20         |
| Kingdom Hearts: Re:Chain of Memories   | 70,60 %      | 68/100     | -             |
| Kingdom Hearts: 358/2 Days             | 76,74 %      | 75/100     | 16/20         |
| Kingdom Hearts: Birth by Sleep         | 82,13 %      | 82/100     | 18/20         |
| Kingdom Hearts: Re:coded               | 70,18 %      | 66/100     | 15/20         |
| Kingdom Hearts 3D: Dream Drop Distance | 78,70 %      | 75/100     | 17/20         |
| Kingdom Hearts 3                       | 82,45 %      | 83/100     | 16/20         |

La série Kingdom Hearts remporte dans l'ensemble un important succès commercial et critique, même si chaque titre voit différents niveaux de succès. En novembre 2013, l'ensemble des jeux de la série s'était vendu à plus de 20 millions d'exemplaires dans le monde entier. Pendant le premier mois après sa sortie nord-américaine, le premier opus, Kingdom Hearts, tient la deuxième place du classement des jeux vidéo le plus vendus derrière Madden NFL 2003, et la troisième le mois suivant devant NBA Live 2003 et Grand Theft Auto: Vice City. Kingdom Hearts : Chain of Memories se vend à 104 000 exemplaires en 48 heures au Japon, ce qui est un record pour un jeu sur Game Boy Advance à cette époque. Cet incroyable lancement permet de le classer à la première place du hit-parade japonais des ventes de jeux vidéo de novembre 2004. Pendant le mois de sa sortie aux États-Unis il se classe à la première place du classement des ventes de jeux vidéo sur consoles portables et à la sixième de celui confondant toutes les consoles. Pendant les trois premiers jours suivant la sortie japonaise de Kingdom Hearts 2, plus d'un million de copies sont distribuées dans les magasins et moins d'un mois suffit à les écouler,. À la fin du mois de mars 2006, le NPD Group annonce que Kingdom Hearts 2 est le jeu qui a été le plus vendu aux États-Unis durant ce mois avec 614 000 exemplaires. Seulement un mois après sa sortie américaine les ventes de Kingdom Hearts 2 sont estimées à plus d'un million d'exemplaires.
Les jeux obtiennent aussi des notes élevées et des commentaires positifs de la part des critiques. Les trois jeux principaux obtiennent un score d'au moins 36 points sur 40 de la part du magazine japonais Famitsu, connu pour sa sévérité dans les notations,,. Les six jeux sont félicités pour leurs graphismes. Le magazine américain Game Informer classe la série à la onzième place des séries de jeux vidéo sur PlayStation 2 auxquelles il faut absolument jouer. Les jeux remportent aussi plusieurs récompenses. GameSpot déclare que le mélange entre les éléments sérieux de la série des Final Fantasy avec l'univers léger de Disney semblait impossible, mais finalement rend assez bien. Le site attribue donc à Kingdom Hearts en 2002, la récompense du « meilleur crossover depuis Capcom vs. SNK ». Dans son classement des « plus beaux jeux sur PS2 de 2003 », IGN attribue à Kingdom Hearts le titre de « meilleur design ». La chaîne de télévision américaine G4 récompense la série du titre de la « meilleure histoire » lors de la cérémonie des G-Phoria Awards de 2003. L'équipe du magazine Electronic Gaming Monthly attribue à Kingdom Hearts 2 le titre de « meilleure suite » de 2006. Kingdom Hearts 2 partage aussi la première place, avec Resident Evil 4, du classement de Famitsu du « Jeu de l'Année 2005 ».
Les mangas sont eux aussi bien reçus par les critiques. Plusieurs des volumes sont apparus sur la liste du top 150 best-sellers élaborée par USA Today,,. La meilleure place, soixante-treizième, ayant été obtenue par le volume 4. Chacun des volumes cités précédemment est resté dans le classement pendant au moins deux semaines, le quatrième volume y est resté pendant 4 semaines.

### Ventes
En avril 2025, pour fêter le 23ème anniversaire de la franchise, Square Enix révèle que la saga s'est écoulée à plus de 38 millions d'exemplaires dans le monde,.

### Citations des jeux
1. ↑  Sora : « Hé ! Vous pensez pas qu'on doit l'aider ? »
Donald : « Oui, mais c'est... »
Dingo : « On est des étrangers. Ne serait-ce pas s'émincer ? »
Donald : « S'immiscer ! »
Dingo : « Oh, oui ! Et c'est contraire au règlement. »
— Kingdom Hearts, Square Electronic Arts, PlayStation 2, 2002.
2. ↑  Lettre du Roi Mickey : « Donald, Je suis navré de partir sans dire au revoir, mais un grand danger nous menace. J’ignore pourquoi mais les étoiles s’éteignent les unes après les autres. Cela signifie qu’un désastre se prépare. Désolé de vous abandonner, mais je souhaite comprendre ce mystère. Un garçon possède une « Clé ». La Clé de notre survie.
Toi et Dingo devez le trouver et rester avec lui. Il nous faut cette Clé, ou nous sommes perdus. Rejoignez la ville de Traverse et trouvez Léon. Il vous dira quoi faire. P.S. Peux-tu transmettre mes excuses à Minnie ? Merci, mon ami. »
— Kingdom Hearts, Square Electronic Arts, PlayStation 2, 2002.
3. ↑  Donald : « On fait quoi maintenant ? »
Sora : « Nous devons retrouver Riku et le roi Mickey. »
— Kingdom Hearts, Square Electronic Arts, PlayStation 2, 2002.
4. ↑  Marluxia : « Sitôt entré dans ce manoir, tu as oublié tous tes sorts. Et l'amnésie ne s'arrête pas là. Dans ce lieu, trouver c'est perdre et perdre c'est trouver. Telle est la règle du manoir Oblivion. »
— Kingdom Hearts: Chain of Memories, Square Enix, Game Boy Advance, 2004.
5. ↑  Jiminy : « Tu peux donc les rassembler ? »
Naminé : « Oui, mais d'abord, je dois défaire les maillons que j'ai créés. Ensuite, je devrais réunir les souvenirs éparpillés dans vos cœurs et les relier entre eux. Ça prendra du temps. Mais ça devrait marcher. Je ferai tout pour que ça marche. C'est à mon tour de vous aider. »
Sora : « Bien. Nous sommes entre tes mains. »
Jiminy : « ... Attends un peu ! Tu dis que tu dois défaire les maillons que tu as créés. Mais ça veut dire... »
Naminé : « Oui, Jiminy. Vous n'aurez aucun souvenir de ce qui s'est passé dans ce château. »
Sora : « Nous ne nous souviendrons même pas de toi ? »
Naminé : « Je suis désolée. C'est le seul moyen. »
— Kingdom Hearts: Chain of Memories, Square Enix, Game Boy Advance, 2004.
6. ↑  Ansem : « Tu as besoin des forces obscures. Abandonne ! Prosterne-toi devant les Ténèbres... devant moi ! »
Riku : « Pas... question ! »
Ansem : « Seules les Ténèbres peuvent t'aider à présent. »
— Kingdom Hearts: Chain of Memories, Square Enix, Game Boy Advance, 2004.
7. ↑  Mickey : « Mais, en réalité, vous avez vaincu un être qui se faisait passer pour Ansem. Enfin, plus exactement, le Sans-cœur de cet imposteur. »
— Kingdom Hearts 2, Square Enix, PlayStation 2, 2006.
8. ↑  Mickey : « Oui, ça me revient. Xehanort. Le disciple d'Ansem ! Le chef de l'Organisation XIII est le Simili de Xehanort. »
— Kingdom Hearts 2, Square Enix, PlayStation 2, 2006.
9. ↑  Ansem le Sage : « C'est un dispositif qui récupère Kingdom Hearts et l'encode en données informatiques. »
Mickey : « Je ne crois pas vous comprendre. »
Ansem le Sage : « Je ne prétend pas connaître le résultat de cette expérience. Après tout... les cœurs sont imprévisibles. »
— Kingdom Hearts 2, Square Enix, PlayStation 2, 2006.
10. ↑  Xemnas : « Je t'en prie, Kingdom Hearts. Prête-moi ta force, que je puisse nous rendre complets. Cette puissance qui anéantira les ignorants qui nous menacent. »
— Kingdom Hearts 2, Square Enix, PlayStation 2, 2006.
11. ↑  Sora : « On est rentrés. »
Kairi : « Bienvenue. »
— Kingdom Hearts 2, Square Enix, PlayStation 2, 2006.
12. ↑  Minnie : « Et pour relater vos aventures, il vous accompagnera ! »
Jiminy Cricket : « Je suis là, je suis là ! Je m'appelles Cricket, Jiminy Cricket, à votre service. »
— Kingdom Hearts, Square Electronic Arts, PlayStation 2, 2002.